# Pheidole carinote
Pheidole carinote được Longino, J. T. phát hiện và mô tả vào năm 2009.